# 2014年中国中央电视台春节联欢晚会
2014年中国中央电视台春节联欢晚会，或称2014年央视马年春晚是中国中央电视台（CCTV）于2014年1月31日（农历癸巳十二月三十除夕）为庆祝马年新年举办的综艺性文艺晚会。此次春晚总导演冯小刚担任，赵本山、沈晨、赵麟担任副导演，阎肃、冯骥才、刘恒、印青、张国立担任艺术顾问。
晚会于2014年1月31日（农历癸巳十二月三十除夕）播出。当晚，中央电视台综合频道、中央电视台综艺频道、中央电视台中文国际频道、中央电视台少儿频道全程同步直播。

## 播出时间

### 直播
| 播出频道                                                         | 所在地                 | 播映日期             | 播出时间                               | 备注                                                 |
| ---------------------------------------------------------------- | ---------------------- | -------------------- | -------------------------------------- | ---------------------------------------------------- |
| 中央电视台综合频道（CCTV-1）（含港澳版，亞洲電視15）             | 中国大陆 · 香港 · 澳門 | 2014年1月30日        | 20:00                                  | 现场直播                                             |
| 中央电视台综艺频道（CCTV-3）                                     | 中国大陆 · 香港 · 澳門 | 2014年1月30日        | 20:00                                  | 现场直播                                             |
| 中央电视台中文国际频道（CCTV-4）                                 | 中国大陆 · 香港 · 澳門 | 2014年1月30日        | 20:00                                  | 现场直播                                             |
| 中央电视台少儿频道（CCTV-14）                                    | 中国大陆 · 香港 · 澳門 | 2014年1月30日        | 20:00                                  | 现场直播                                             |
| 中央电视台海外娱乐频道（CCTV-娱乐）                              | 中国大陆 · 香港 · 澳門 | 2014年1月30日        | 20:00                                  | 现场直播                                             |
| 全国各地大部分卫星电视频道、地面无线电视频道、公交车移动电视频道 | 中国大陆               | 2014年1月30日        | 20:00                                  | 全程转播                                             |
| CCTV大富                                                         | 日本                   | 2014年1月30日        | 20:00                                  | 转播央视公共信号画面，针对主播场白进行日语同声传译。 |
| 澳視澳門台                                                       | 澳門                   | 2014年1月30日        | 20:00                                  | 录制中央电视台综合频道港澳版版本。                   |
| 八度空间\|                                                       | 2014年1月31日          | 12:00-收台(延时转播) | 录制中央电视台中文国际频道亚洲版版本。 |                                                      |

### 重播
| 播出频道                                             | 所在地                 | 播映日期                                | 播出时间                                                                                     | 备注                                   |
| ---------------------------------------------------- | ---------------------- | --------------------------------------- | -------------------------------------------------------------------------------------------- | -------------------------------------- |
| 中央电视台综合频道（CCTV-1）（含港澳版，亞洲電視15） | 中国大陆 · 香港 · 澳門 | 2014年1月31日 2014年2月1日              | 8:40-13:44（中插《新闻30分》） 1:05-5:47 12:37-17:25                                         | 重播                                   |
| 中央电视台财经频道（CCTV-2）                         | 中国大陆 · 香港 · 澳門 | 2014年1月31日 2014年2月1日 2014年2月2日 | 8:30-12:19 7:30-11:19 6:30-10:19                                                             | 重播                                   |
| 中央电视台综艺频道（CCTV-3）                         | 中国大陆 · 香港 · 澳門 | 2014年1月31日 2014年2月1日 2014年2月2日 | 6:30-10:19 5:30-10:19 7:30-12:19                                                             | 重播                                   |
| 中央电视台中文国际频道（CCTV-4）                     | 中国大陆 · 香港 · 澳門 | 2014年1月31日 2014年2月1日 2014年2月2日 | 8:30-13:44（中插《中国新闻》） 8:30-14:25（中插《中国新闻》） 9:00-14:19（中插《中国新闻》） | 重播                                   |
| 中央电视台军事·农业频道（CCTV-7）                    | 中国大陆 · 香港 · 澳門 | 2014年1月31日 2014年2月1日 2014年2月2日 | 6:20-11:04 7:05-11:49 6:19-11:01                                                             | 重播                                   |
| 中央电视台少儿频道（CCTV-14）                        | 中国大陆 · 香港 · 澳門 | 2014年1月31日                           | 6:19-11:01                                                                                   | 重播                                   |
| 新传媒8频道                                          | 新加坡                 | 2014年2月1日                            | 13:30-18:30                                                                                  | 录制中央电视台中文国际频道亚洲版版本。 |

## 准备

### 导演组
从2011年春晚开始，春晚导演的任命由公开竞标改为任命制，此后哈文连续被指定为2012年春晚和2013年春晚的导演。直到2014年，春晚的导演又改为由招标产生，竞标方案提交之截止日期为6月10日。参加竞标的导演共有9人。。中央电视台曾在6月29日否认冯小刚将出任导演。2013年7月12日在北京举办的新闻发布会上，导演组的阵容公布。冯小刚仍然担任总导演职位，根据《华西都市报》的报道，冯小刚之前并不愿意担任春晚导演的职位，经过中央电视台领导的多次劝说才做出决定。阎肃在发布会现场则夸耀“春晚不好搞，多亏有冯导”赵本山出任副总导演兼语言类节目总监，这是他在两年后重新回到春晚，他说：“我是这个舞台出来的人，老百姓认可，领导信任，如果不出来，太对不起大家！”并说会尽心办好春晚。公开的全部导演组人员包括：
- 总导演：冯小刚
- 副总导演、语言节目总监：赵本山
- 副总导演、舞蹈节目总监：沈晨
- 副总导演、音乐节目总监：赵麟
- 艺术顾问：阎肃 冯骥才 刘恒 印青 张国立
- 执行总导演：吕逸涛
- 策划：张和平 赵宝刚 沈腾 彭大魔
- 美术总设计：陈岩
- 灯光总设计：沙晓岚
- 制片主任：牟星

### 主持人
2014年1月，中央电视台通过微信公布了最终确定的主持人名单，其中包括毕福剑、董卿、朱军、李思思和张国立。

## 节目预选
8月1日，赵本山邀请宋丹丹再度出山来表演小品。后来，冯小刚和赵忠祥也邀请宋丹丹出山，仍然被拒绝。
8月22日晚上，春晚官方微博发微博说：“语言节目创作4字方针：真、亲、小、乐”。同时解释说，本年度春晚会用真诚的作品感动和亲近观众，用小人物演绎大社会，以“欢乐”为根基。同日，冯小刚对外说，希望春晚小品和相声节目“摒弃煽情、唱赞歌”的内容，表演者必须“放开手脚、敢写敢说”，拿出“带尖带刺、有棱有角”的相声小品。
24日，冯小刚邀请中国大陆男主持人何炅以及台湾女主持人徐熙娣担任晚会的主持人。

### 一审
对节目的第一次审查于2013年10月25日在央视举行，一共有28个节目受审，而这只是少部分节目。

### 二审
第二次审查在11月19日下午举行，一共有12个节目参与。

### 三审
第三次审看原定于2013年12月18日举行，但之后提前至12月16日。

## 节目单
| 序號 | 類型                   | 節目                       | 表演者 |
| ---- | ---------------------- | -------------------------- | --- |
| 0    |                        | 开始前广告                 | 中央电视台2014年春节联欢晚会由梦之蓝，中国梦梦之蓝、凉茶领导者加多宝联合特约播出 |
| 0    |                        | 开头报时（由美的集团赞助） | 原来生活可以更美的，美的集团诚邀全球华人一起看春晚（表盘显示：美的集团诚邀全球华人一起看春晚） |
| 1    | 开场短片               | 《春晚是什么》             | VCR演出：姚晨、葛优、吴秀波、范伟、成龙、陈道明、姚明、李雪健、张嘉译、李幼斌、鲍国安、刘之冰、黄晓明、白百何、李小璐、贾乃亮、杨幂、白岩松、张亮、唐国强、田亮、林志颖（台灣）、常石磊、张学友、王志文、王志飞、史兰芽等 |
| 2    | 开场歌曲               | 《想你的365天》            | 李玟、张靓颖、沙宝亮、林志炫、中国传媒大学合唱团、中国农业大学合唱团 |
| 3    | 歌舞                   | 《欢歌》                   | 《直通春晚》，选送单位：宁夏回族自治区广播电视局、青海省广播电视局、新疆维吾尔自治区广播电影电视局 |
| 4    | 歌曲                   | 《群发的我不回》           | 郝云 |
| 5    | 小品                   | 《扰民了你》               | 蔡明、华少（胡乔华）、大鹏（董成鹏）、岳云鹏、穆雪峰 |
| 6    | 舞蹈                   | 《万马奔腾》               | |
| 7    | 歌曲                   | 《时间都去哪儿了》         | 王铮亮，《我要上春晚》 |
| 8    | 歌曲                   | 《我的要求不算高》         | 黄渤 |
| 9    | 小品                   | 《扶不扶》                 | 沈腾、马丽、杜晓宇 |
| 10   | 歌曲                   | 《倍儿爽》                 | 大张伟 |
| 11   | 创意武术               | 《剑心书韵》               | 成龙、王巍堡、山东省莱州中华武校 |
| 12   | 歌曲                   | 《最好的夜晚》             | 梁家辉、陈慧琳 |
| 13   | 腹语                   | 《空空拜年》               | 刘成，《我要上春晚》 |
| 14   | 歌曲                   | 《张灯结彩》               | 阿宝、王二妮 |
| 15   | 歌舞                   | 《英雄组歌》               | |
| 15   | 歌舞                   | 《练兵舞》                 | 选自芭蕾舞剧《红色娘子军》，中央芭蕾舞团 |
| 15   | 歌舞                   | 《万泉河水》               | 孙楠 |
| 15   | 歌舞                   | 《英雄赞歌》               | 王芳、总政歌舞团 |
| 16   | 歌舞                   | 《光荣与梦想》             | 总政歌舞团 |
| 17   | 创意舞蹈               | 《符号中国》               | 匈牙利Attraction舞团 |
| 18   | 歌曲                   | 《玫瑰人生》               | 刘欢、苏菲·玛索（Sophie Marceau， 法國） |
| 19   | 相聲                   | 《说你什么好》             | 曹云金、刘云天 |
| 20   | 舞蹈                   | 《小马欢腾》               | 麒麟BABY、俞志婷、连浩琛、空军蓝天幼儿艺术团等 |
| 21   | 京剧                   | 《同光十三绝》             | 李胜素、王艳、迟小秋、张佳春、李博、王越、袁慧琴、杜喆、于魁智、国家京剧院一团 |
| 22   | 小品                   | 《我就这么个人》           | 冯巩、曹随峰、蒋诗萌 |
| 23   | 歌曲                   | 《情非得已》               | 庾澄庆、李敏镐（Lee Min Ho， ） |
| 24   | 创意形体秀             | 《魔幻三兄弟》             | 何子君、王元虎、李依洋 |
| 25   | 魔术                   | 《团圆饭》                 | yif（王元丰） |
| 26   | 歌曲                   | 《答案》                   | 杨坤、郭采洁 |
| 27   | 小品                   | 《人到礼到》               | 郭冬临、牛莉、邵峰 |
| 28   | 杂技                   | 《梦蝶》                   | 《直通春晚》，选送单位：广东省新闻出版广电局 |
| 29   | 歌曲                   | 《老阿姨》                 | 韩磊 |
| 30   | 舞蹈                   | 《百花争妍》               | 李倩、林晨 |
| 31   | 创意乐器               | 《野蜂飞舞》               | 郎朗、魔杰二人组、雪儿，《星光大道》 |
| 32   | 歌曲                   | 《我的中国梦》             | 张明敏 |
| 33   | 歌曲                   | 《天下黄河九十九道弯》     | 王向荣、杜朋朋 |
| 34   | 歌曲                   | 《套马杆》                 | 乌兰图雅、乌日娜 |
| 35   | 歌曲                   | 《卷珠帘》                 | 霍尊 |
| 36   | 歌曲                   | 《站在高岗上》             | 汪小敏 |
| 37   | 歌曲                   | 《在那遥远的地方》         | 华晨宇 |
| 38   | 歌曲                   | 《康定情歌》               | 肖懿航 |
| 39   | 歌曲                   | 《青春舞曲》               | 李琦 |
| 40   | 零点压轴歌曲           | 《天耀中华》               | 姚贝娜 |
| 41   |                        | 零点钟声（由美的集团赞助） | 美的集团向全球华人拜年 |
| 42   | 曲韵串串烧             | 《年味儿》                 | 张国立(兼)、逗笑、逗乐、杨蓁、杨婷、杨苗、杨倩 |
| 43   | 创意器乐               | 《野蜂飞舞》               | 郎朗、2Cellos、雪儿 |
| 44   | 歌曲串烧               | 《站在高岗上》             | 汪小敏 |
| 44   | 歌曲串烧               | 《在那遥远的地方》         | 华晨宇 |
| 44   | 歌曲串烧               | 《康定情歌》               | 肖懿航 |
| 44   | 歌曲串烧               | 《青春舞曲》               | 李琦 |
| 44   | 歌曲串烧               | 《卷珠帘》                 | 霍尊 |
| 45   | 结尾歌舞/结束曲/片尾曲 | 《难忘今宵》（最后一曲）   | 李谷一、蒋大为、蔡国庆、张燕、关牧村、杨洪基、曲比阿乌（结尾合唱因） |

### 实际版本
以下为除夕直播当天实际的节目单（依次排序）。
- （开头报时，由美的集团冠名）
- 《春晚是什么》
- 《想你的365天》
- （1-45，依次排列，与公布的节目单相同）
- 《玫瑰人生》
- 《情非得已》
- （零点钟声，由美的集团冠名）
- 《难忘今宵》

其间：时间流逝，直至北京时间1月31日（农历马年正月初一）00:40:59结束。

## 主要争议

### 大张伟歌曲涉嫌“抄袭”疑云
這次春晚上，前花儿乐队主唱大张伟登台演唱歌曲《倍儿爽》，但是这首歌曲被众多网民指出涉嫌抄袭韩国歌手PSY的《江南Style》，舞步涉嫌抄袭PSY的另一首歌曲《Gentleman》。表演结束后，大张伟面对新闻传媒时，称“全世界的电音歌曲都是如此”，还称歌曲“加入了二人转等中国元素”，但此言被指为抄袭狡辩。也有部分网友肯定称“不管抄袭与否，好听才是硬道理，并预言这首歌一定会成为广场舞的必选曲目”。韩国方面还未有律师函确认称该作品抄袭，事件尚未有定论。
春晚结束一个月后，2014年3月，大张伟再次面对媒体时称，这首歌曲其实比《江南Style》还要早若干年写成，结果因个人商演、电视节目演出等各种原因，拖延至2013年由恒大音乐发行。

### 小彩旗连续旋转四个小时
本届春晚的台侧，小彩旗（原名魏彩绮，杨丽萍侄女）以连续四个小时无休止地旋转的方式来体现时间的流逝，展示四季轮转。
有部分反对的网友扼腕叹息，认为该节目毫无意义，而且让小彩旗连续旋转四小时是对她的“摧残”。更加令人愤怒的是，导播没有给她下场的镜头。但是，也有很多偏积极的网友支持小彩旗的行为，在担忧之余也表现出对她的支持。

### YiF魔术穿帮被网友当即识出
这届春晚在进行到北京时间22:55前后，魔术师王亦丰（YiF）出演一个魔术。但是，演出结束后大约只过去一分钟，已经有不少网友在社交网络上发布所谓“解密”信息。事后，YiF本人接受传媒采访，称因经验不足，确实存在穿帮缺陷，他自己对这次表演也不满意。对于网友们的解密，YiF称“不正确”。

### 关于本次晚会演员的争议
据多家信息门户网站报道，本次春晚大部分出演的演员系冯小刚所在的公司华谊兄弟旗下的明星。有专家学者质疑称，本届春晚成为华谊兄弟的“年终内部晚会”。譬如，王铮亮演唱的《时间都去哪儿了》是不久前上映的冯小刚执导的《私人订制》中的歌曲。再如，真正的根植于民间的春晚作品实在太少，这也令人觉得是春晚的“倒退”。

### 假唱问题
本届春晚结束后，据龚琳娜通过新浪微博爆料，本届春晚多位明星涉嫌假唱。网友“梁欢”更是扔出一个未经证实的“假唱”名单，直指以下明星涉嫌假唱：
“《欢歌》组（开场不久后播出的民歌联唱节目）、黄渤、大张伟、梁家辉、阿宝、王二妮、苏菲·玛索、庾澄庆、李敏镐、杨坤、郭采洁、韩磊、姚贝娜、《难忘今宵》组（李谷一、杨洪基等）都涉嫌假唱。霍尊需听回放确认。”

### 语言类节目的系列问题
除上述问题之外，本次春晚的语言类节目只有5个。
蔡明的小品《扰民了你》，本想延续去年“小品女王”的表现，继续走其“毒舌老太太”的路线，却遭遇观众“整篇小品为了毒舌而毒舌”的批评。其后，作品里也出现了不少主旋律的语句。例如，开心麻花团队的作品《扶不扶》关注“老人不敢扶”的社会热点话题，但是，最后剧情反转，加之一句“我有医保”。
冯巩的小品《我就这么个人》整合过时的网络语比如：“我和我的小伙伴都惊呆了”、“我了个去”、“待你长发及腰，你我做朋友可好”……这些改编自网络用语的语言让人们觉得“陈旧”。

### 关于冯小刚以春晚借机牟利之嫌的争议
春晚结束后仅仅数小时，财经媒体“蓝鲸财经记者工作平台”发布《春晚被疑沦为华谊利益输送大平台》的文章，指出冯小刚乘春晚东风借机牟利。
此后，华谊兄弟和一部分专家学者展开了关于总导演冯小刚是否牟取私利的论战。目前冯小刚本人尚未就此事做出回应。

### 语言问题
春晚结束后十来天，《咬文嚼字》杂志挑出2014年央视春晚的一系列语言文字错误。
第一，字词错误。张国立在歌曲《光荣与梦想》的主持词中说到“血脉pēn张”，有人认为是“血脉贲张”，正确的应该是“血脉偾（fèn）张”（语出《阅微草堂笔记·如是我闻三》）。
第二，常识错误。开场短片后出现字幕：“春晚是想你的365天。”而任何农历年都不是365天。
第三，搭配错误。歌曲《想你的365天》歌词：“……当看过这世界的每片沧海桑田，最美的还是家的屋檐……”其中，“沧海桑田”配“片”，错误。
但是，《咬文嚼字》对此持辩证态度：“在文字使用上，央视态度严谨，十分用心，显然下足了功夫。不过，要求从严的话，也并非无懈可击，还有一些值得商榷的地方。”

## 收視反响
据统计，全国共有207个频道（其中，中央电视台的1套、3套、4套、7套和少儿频道共5家、省级卫视24家、非上星及市级频道178家）同步播出，并机总收视率达30.98%，并机总收视份额达70.99%，除夕当晚收看电视直播的观众规模为7.04亿。参与并机播出的24家地方卫视中，湖南卫视的收视表现最为突出，收视率达2.23%。直播期间，网民在互联网上对央视春晚节目的讨论量（包括原创、评论与转发量）达42万条，其中#春晚#话题量达184万条，与2013年春晚相比，增长了14.96%
其中，李敏鎬與哈林合唱《情非得已》收視率開出9.65％，力壓春晚其他表演。在第23個節目中，韓國演員李敏鎬與庾澄慶合作一曲經典情歌《情非得已》，掀起晚會高潮，不少女網友直呼“歐巴(哥哥)太迷人了”。演出不到10分鐘，微博討論人次就超過萬人，是今年春晚最熱門的話題。；新浪娛樂發起的「最喜愛節目調查」中，該段表演也以28.1％的支持率榮登第一。當晚李敏鎬微博發文，留言評論高達114百萬則，點讚人次高達74萬人次。
| 排名 | 节目名           | 收视率（CCTV-1） | 表演者                                               |
| ---- | ---------------- | ---------------- | ---------------------------------------------------- |
| 1    | 歌曲《情非得已》 | 9.65%            | 庾澄庆、李敏镐                                       |
| 2    | 小品《扶不扶》   | 9.169%           | 沈腾、马丽、杜晓宇                                   |
| 3    | 小品《扰民了你》 | 9.066%           | 蔡明、华少（胡乔华）、大鹏（董成鹏）、岳云鹏、穆雪峰 |

## 评价

#### 网络评价
新浪娱乐根据其微博的网络调查报道称网民给春晚平均打分为78分。歌舞类类节目方面，李敏镐与庾澄庆合唱的《情非得已》票数最高。
每年央視春晚賀歲節目都請來不少中、港台大牌明星演出，今年最受曯目就一定係因韓劇《繼承者們》在大陸爆紅的李敏鎬，和庾澄慶合唱《情非得已》掀起全晚最高潮。

#### 专业评价
2014年春晚的专业评价微微偏好。评论员周玉蔻给出了95分，并称赞其接地气，称“这就是属于民众的节目。”，但同时批评节目过于振奋。北京大学的教授、文化学者张颐武则给出了80分，认为导演冯小刚基本做到了之前承诺的“真诚、温暖、振奋、好玩”八字方针，并认为2014年春晚的语言类减少是难以避免的。文化评论人司马平邦同样给出80分，并认为2014年春晚的怀旧风格“很有质量”。台湾影评人麦若愚打出了70分，并认为整台晚会电影感很强，但整体上与去年相比没有突破。
评论人王小山只给出了50分的低分，并批评说：“太烂了，冯小刚不是导春晚的料。”，认为冯小刚不适合导演春晚。文学批评家叶匡政认为按照冯小刚自己提出的标准2014年春晚只能拿52.5分，并认为春晚“应该在文化元素上契合中国人的春节情结、春节文化习俗，”香港文化评论人许骥给出了刚刚及格的60分，认为除了开头的视频外2014年春晚没有什么冯小刚的味道，并批评了多个节目。